# Llista de topònims de Glorianes
Llista de topònims (noms propis de lloc) de Glorianes (Conflent).
Informació actualitzada per un bot. Els canvis manuals es perdran quan s'actualitzi!

## església
| imatge | Nom                      | Ubicat a  | instància de          | Detalls                                               | coordenades                                                 | Protecció | Commons (més fotos)               | Dades a WD                    |
| ------ | ------------------------ | --------- | --------------------- | ----------------------------------------------------- | ----------------------------------------------------------- | --------- | --------------------------------- | ----------------------------- |
|        | Sant Esteve de Glorianes | Glorianes | església              |                                                       | 42° 35′ 22″ N, 2° 33′ 16″ E / 42.5895°N,2.5544°E 791.1 msnm |           | Église Saint-Étienne de Glorianes | Modifica les dades a Wikidata |
|        | Sant Esteve de Sofrunys  | Glorianes | església Ús: església | Estil: arquitectura romànica Dedicat a: Esteve màrtir | 42° 36′ 47″ N, 2° 32′ 49″ E / 42.6131°N,2.54698°E 692 msnm  |           | Église Saint-Étienne de Sofrunys  | Modifica les dades a Wikidata |

## muntanya
| imatge | Nom                           | Ubicat a                          | instància de | Detalls | coordenades                                                                   | Protecció | Commons (més fotos)           | Dades a WD                    |
| ------ | ----------------------------- | --------------------------------- | ------------ | ------- | ----------------------------------------------------------------------------- | --------- | ----------------------------- | ----------------------------- |
|        | Pic Ambrosi                   | Glorianes Bula d'Amunt            | muntanya     |         | 42° 36′ 02″ N, 2° 34′ 44″ E / 42.600611°N,2.57875°E 977.5 msnm                |           |                               | Modifica les dades a Wikidata |
|        | Pic Fabra                     | Glorianes Rodès Bula d'Amunt      | muntanya     |         | 42° 37′ 05″ N, 2° 34′ 29″ E / 42.618°N,2.574806°E 774.4 msnm                  |           |                               | Modifica les dades a Wikidata |
|        | Pic d'en Serradell            | Glorianes Bula d'Amunt            | muntanya     |         | 42° 35′ 37″ N, 2° 34′ 44″ E / 42.593667°N,2.578778°E 1026.9 msnm              |           |                               | Modifica les dades a Wikidata |
|        | Pic de l'Evangeli             | Glorianes                         | muntanya     |         | 42° 36′ 09″ N, 2° 33′ 01″ E / 42.602589°N,2.550233°E 906.8 msnm               |           |                               | Modifica les dades a Wikidata |
|        | Puig Sobirana                 | Glorianes Bula d'Amunt            | muntanya     |         | 42° 34′ 18″ N, 2° 33′ 54″ E / 42.571777777778°N,2.5649722222222°E 1302.2 msnm |           |                               | Modifica les dades a Wikidata |
|        | Puig de Miralles              | Glorianes Rodès                   | muntanya     |         | 42° 37′ 15″ N, 2° 33′ 11″ E / 42.620886°N,2.553033°E 656 msnm                 |           |                               | Modifica les dades a Wikidata |
|        | Roc del Prior                 | Glorianes                         | muntanya     |         | 42° 35′ 15″ N, 2° 34′ 24″ E / 42.587583°N,2.573228°E 997.2 msnm               |           |                               | Modifica les dades a Wikidata |
|        | Roca Grillera                 | Glorianes Bula d'Amunt            | muntanya     |         | 42° 36′ 34″ N, 2° 34′ 32″ E / 42.609553°N,2.575644°E 947.5 msnm               |           |                               | Modifica les dades a Wikidata |
|        | Roca Roja                     | Bula d'Amunt Glorianes            | muntanya     |         | 42° 36′ 13″ N, 2° 34′ 37″ E / 42.603639°N,2.577083°E 1012.9 msnm              |           |                               | Modifica les dades a Wikidata |
|        | Roca d'Aurenc                 | Glorianes Bula d'Amunt            | muntanya     |         | 42° 34′ 48″ N, 2° 34′ 14″ E / 42.579869°N,2.570667°E 1195.4 msnm              |           |                               | Modifica les dades a Wikidata |
|        | Santa Anna dels Quatre Termes | la Bastida Bula d'Amunt Glorianes | muntanya     |         | 42° 33′ 55″ N, 2° 33′ 41″ E / 42.565323°N,2.561282°E 1348 msnm                |           | Santa Anna dels Quatre Termes | Modifica les dades a Wikidata |

## poble
| imatge | Nom             | Ubicat a                     | instància de | Detalls | coordenades                                                                  | Protecció | Commons (més fotos) | Dades a WD                    |
| ------ | --------------- | ---------------------------- | ------------ | ------- | ---------------------------------------------------------------------------- | --------- | ------------------- | ----------------------------- |
|        | Arenyanes       | Pirineus Orientals Glorianes | poble        |         | 42° 37′ 01″ N, 2° 33′ 09″ E / 42.616936111111°N,2.5525611111111°E 691.6 msnm |           |                     | Modifica les dades a Wikidata |
|        | Foixà           | Pirineus Orientals Glorianes | poble        |         | 42° 36′ 18″ N, 2° 33′ 29″ E / 42.604897222222°N,2.5581583333333°E 671.5 msnm |           |                     | Modifica les dades a Wikidata |
|        | Mas de l'Alzina | Glorianes                    | poble        |         | 42° 36′ 19″ N, 2° 33′ 56″ E / 42.605286111111°N,2.5656916666667°E 711.5 msnm |           |                     | Modifica les dades a Wikidata |

## port de muntanya
| imatge | Nom                      | Ubicat a                         | instància de     | Detalls | coordenades                                                     | Protecció | Commons (més fotos) | Dades a WD                    |
| ------ | ------------------------ | -------------------------------- | ---------------- | ------- | --------------------------------------------------------------- | --------- | ------------------- | ----------------------------- |
|        | Coll de Montportell      | la Bastida Glorianes Vallestàvia | port de muntanya |         | 42° 33′ 35″ N, 2° 33′ 31″ E / 42.5598°N,2.5585°E                |           |                     | Modifica les dades a Wikidata |
|        | Coll de la Creu de Ferro | Glorianes                        | port de muntanya |         | 42° 36′ 04″ N, 2° 33′ 11″ E / 42.601175°N,2.553044°E 884.2 msnm |           |                     | Modifica les dades a Wikidata |
|        | Coll de les Arques       | Bula d'Amunt Glorianes           | port de muntanya |         | 42° 37′ 29″ N, 2° 34′ 29″ E / 42.624861°N,2.574694°E            |           |                     | Modifica les dades a Wikidata |
|        | Coll del Peiró           | Bula d'Amunt Glorianes Rodès     | port de muntanya |         | 42° 37′ 05″ N, 2° 34′ 29″ E / 42.618°N,2.574833°E               |           |                     | Modifica les dades a Wikidata |
|        | Collada de Sant Esteve   | Glorianes                        | port de muntanya |         | 42° 36′ 42″ N, 2° 33′ 01″ E / 42.611547°N,2.550258°E 727.5 msnm |           |                     | Modifica les dades a Wikidata |

## riu
| imatge | Nom               | Ubicat a                    | instància de | Detalls                                   | coordenades | Protecció | Commons (més fotos) | Dades a WD                    |
| ------ | ----------------- | --------------------------- | ------------ | ----------------------------------------- | --- | --------- | ------------------- | ----------------------------- |
|        | Ribera de Croses  | Glorianes Rodès             | riu          | Desemboca: Tet Llarg: 10km                | 42° 35′ 35″ N, 2° 34′ 12″ E / 42.59300833333333°N,2.5700666666666665°E 42° 38′ 50″ N, 2° 33′ 22″ E / 42.64714722222222°N,2.556236111111111°E |           |                     | Modifica les dades a Wikidata |
|        | Ribera de Rigardà | Rodès Jóc Glorianes Rigardà | riu          | Desemboca: Ribera de Croses Llarg: 11.6km | 42° 36′ 57″ N, 2° 32′ 08″ E / 42.615916666666664°N,2.535513888888889°E 42° 38′ 50″ N, 2° 33′ 22″ E / 42.64714722222222°N,2.556236111111111°E |           |                     | Modifica les dades a Wikidata |

## Misc
| imatge | Nom                          | Ubicat a                     | instància de                          | Detalls           | coordenades                                                                            | Protecció | Commons (més fotos)    | Dades a WD                    |
| ------ | ---------------------------- | ---------------------------- | ------------------------------------- | ----------------- | -------------------------------------------------------------------------------------- | --------- | ---------------------- | ----------------------------- |
|        | Castell de Glorianes         | Glorianes                    | castell                               |                   | 42° 35′ 22″ N, 2° 33′ 15″ E / 42.589428°N,2.554208°E 790.8 msnm                        |           |                        | Modifica les dades a Wikidata |
|        | Mina de Glorianes            | Glorianes                    | mina                                  | Profunditat: 756m | 42° 36′ 36″ N, 2° 33′ 06″ E / 42.61°N,2.55166667°E                                     |           |                        | Modifica les dades a Wikidata |
|        | Roc de l'Amorriador          | Glorianes                    | megàlit                               |                   |                                                                                        |           |                        | Modifica les dades a Wikidata |
|        | Sofrunys                     | Pirineus Orientals Glorianes | antic poble                           |                   | 42° 36′ 50″ N, 2° 32′ 50″ E / 42.613875°N,2.5472583333333°E 682 msnm                   |           |                        | Modifica les dades a Wikidata |
|        | casa de la vila de Glorianes | Glorianes                    | instal·lació Ús: seu del govern local |                   | 42° 35′ 22″ N, 2° 33′ 17″ E / 42.5893393743318°N,2.55467801363912°E fr:66320 GLORIANES |           | Town hall of Glorianes | Modifica les dades a Wikidata |